# Giurgești (okręg Jassy)
Giurgești – wieś w Rumunii, w okręgu Jassy, w gminie Costești. W 2011 roku liczyła 481 mieszkańców.